# Thomas Cook Airlines (Vereinigtes Königreich)
Thomas Cook Airlines (ehemals JMC Airlines) war eine britische Charterfluggesellschaft mit Sitz in Manchester und Basis auf dem Manchester Airport.

## Geschichte

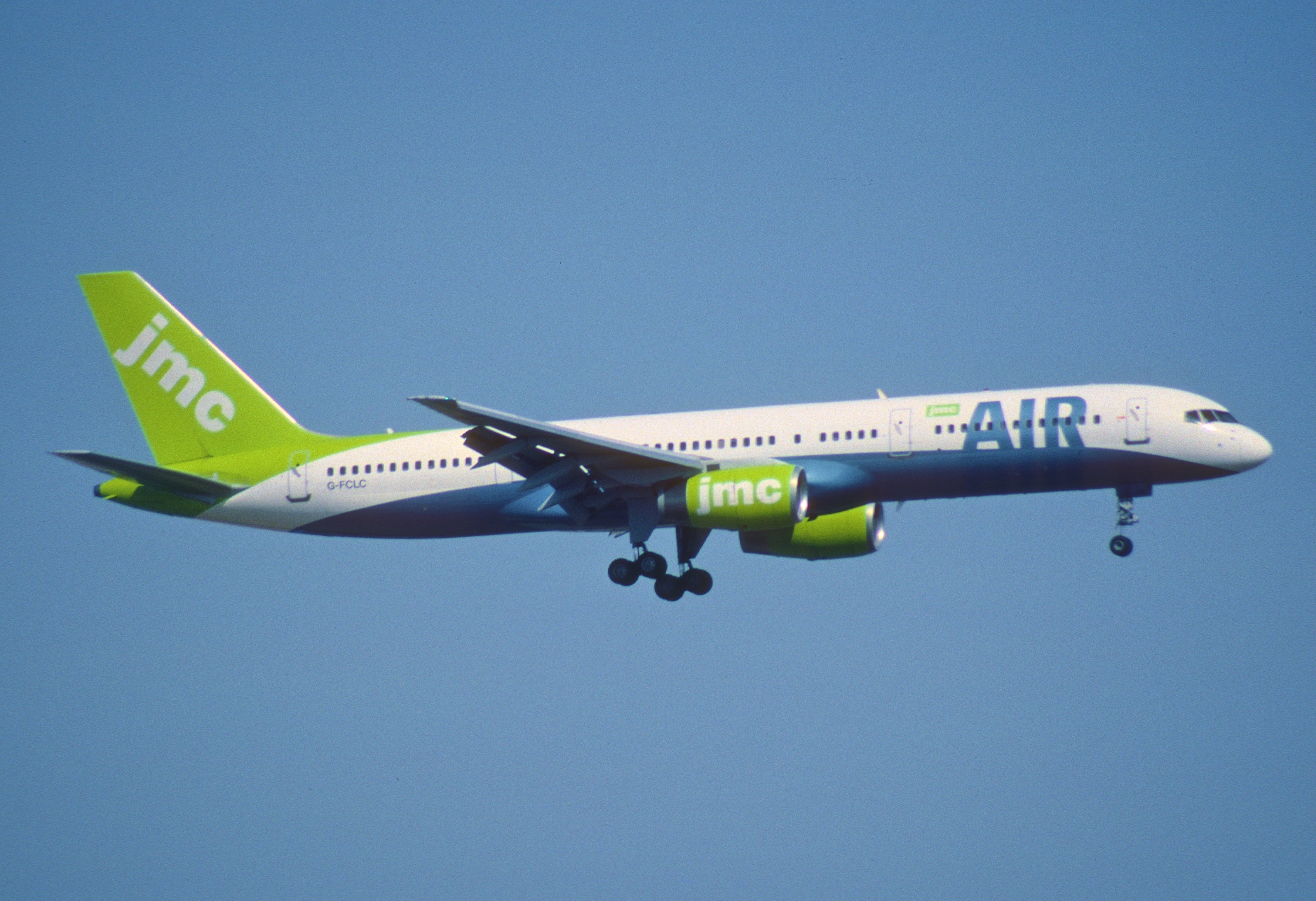
Eine Boeing 757-200 der JMC Airlines

Am 5. Februar 1999 fusionierten die zwei britischen Touristikkonzerne Carlson Leisure Group und Thomas Cook Group zur Thomas Cook Holdings. Im Zuge der Fusion wurden ihre Tochtergesellschaften Flying Colours Airlines und Caledonian Airways am 1. September 1999 zur JMC Airlines zusammengeschlossen, die ihren Flugbetrieb am 27. März 2000 aufnahm. Das Kürzel JMC stand für John Mason Cook, dem Sohn von Thomas Cook.
Im Jahr 2001 übernahm die deutsche C&N Touristic den britischen Reisekonzern Thomas Cook Holdings, wodurch die Thomas Cook AG entstand. Die JMC Airlines wurde daraufhin am 31. März 2003 in Thomas Cook Airlines umbenannt.
Im Juni 2007 fusionierten die Thomas Cook AG und die britische MyTravel Group zur Thomas Cook Group. Infolgedessen wurden die Fluggesellschaft MyTravel Airways am 30. März 2008 vollständig in Thomas Cook Airlines integriert.
Im September 2011 wurde bekannt gegeben, dass Thomas Cook Airlines im Zuge von Restrukturierungsmaßnahmen 250 Mitarbeiter entlassen und sechs Flugzeuge ausflotten wird.
Im August 2013 wurde bekannt gegeben, dass die Basis in Manchester zum Drehkreuz der Langstreckenflüge ausgebaut und das Streckennetz entsprechend umstrukturiert werden soll. Vorbild hierfür sei die Langstreckenbasis der Schwestergesellschaft Condor in Frankfurt am Main. Im September 2013 stellte die Thomas Cook Group Airline bestehend aus Condor sowie der britischen, belgischen und dänischen Thomas Cook Airlines ihren gemeinsamen neuen Markenauftritt vor, der ein vollständig neues Corporate Design und eine neue Bemalung der Flotte in grau/weiß/gelb beinhaltete. Die erste Maschine in dieser Bemalung war ein Airbus A321-200.
Anfang Februar 2019 gab die Holding bekannt, sich von ihrer Flugsparte trennen zu wollen. Ein Verkauf sollte als strategische Entscheidung aufgrund gestiegener Last-Minute-Buchungen erfolgen, die Airline erziele auch weiterhin Gewinne.
Am 23. September 2019 gab die Britische Civil Aviation Authority (CAA) bekannt, Thomas Cook Airlines habe Insolvenz angemeldet.

## Flugziele
Thomas Cook Airlines bediente ein Streckennetz zu Urlaubsgebieten in Europa (hauptsächlich den Mittelmeerraum), Nordafrika, Asien, Nordamerika und der Karibik. Sie operierte von ihren Drehkreuzen Manchester und Gatwick sowie saisonal von weiteren kleineren britischen Stützpunkten wie beispielsweise Belfast, Cardiff und Newcastle.

## Flotte

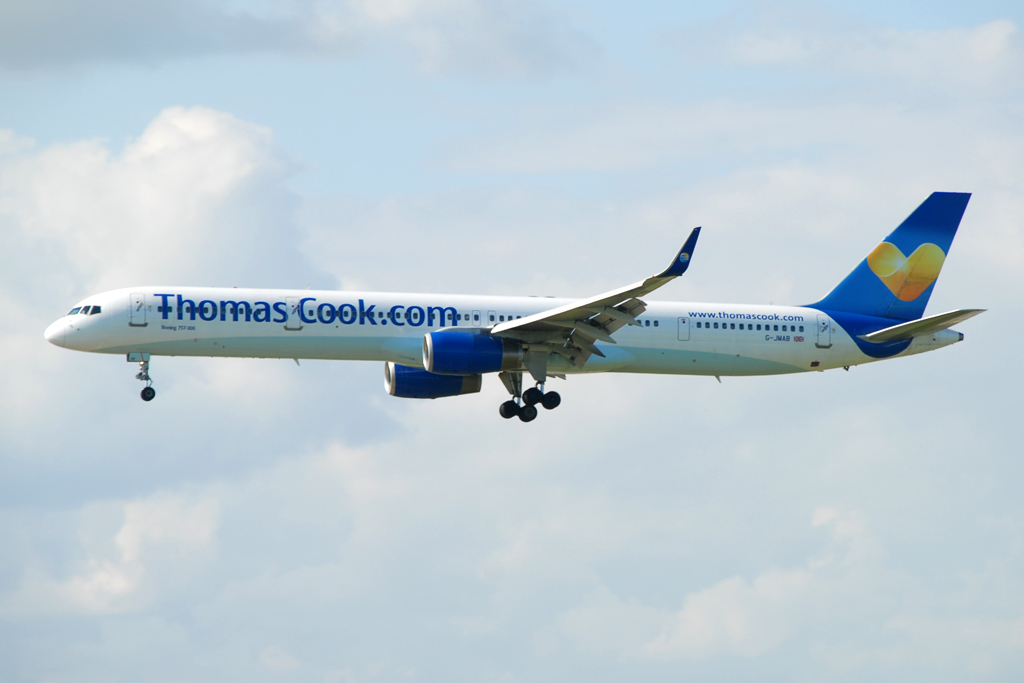
Boeing 757-300 der Thomas Cook Airlines im alten Farbschema

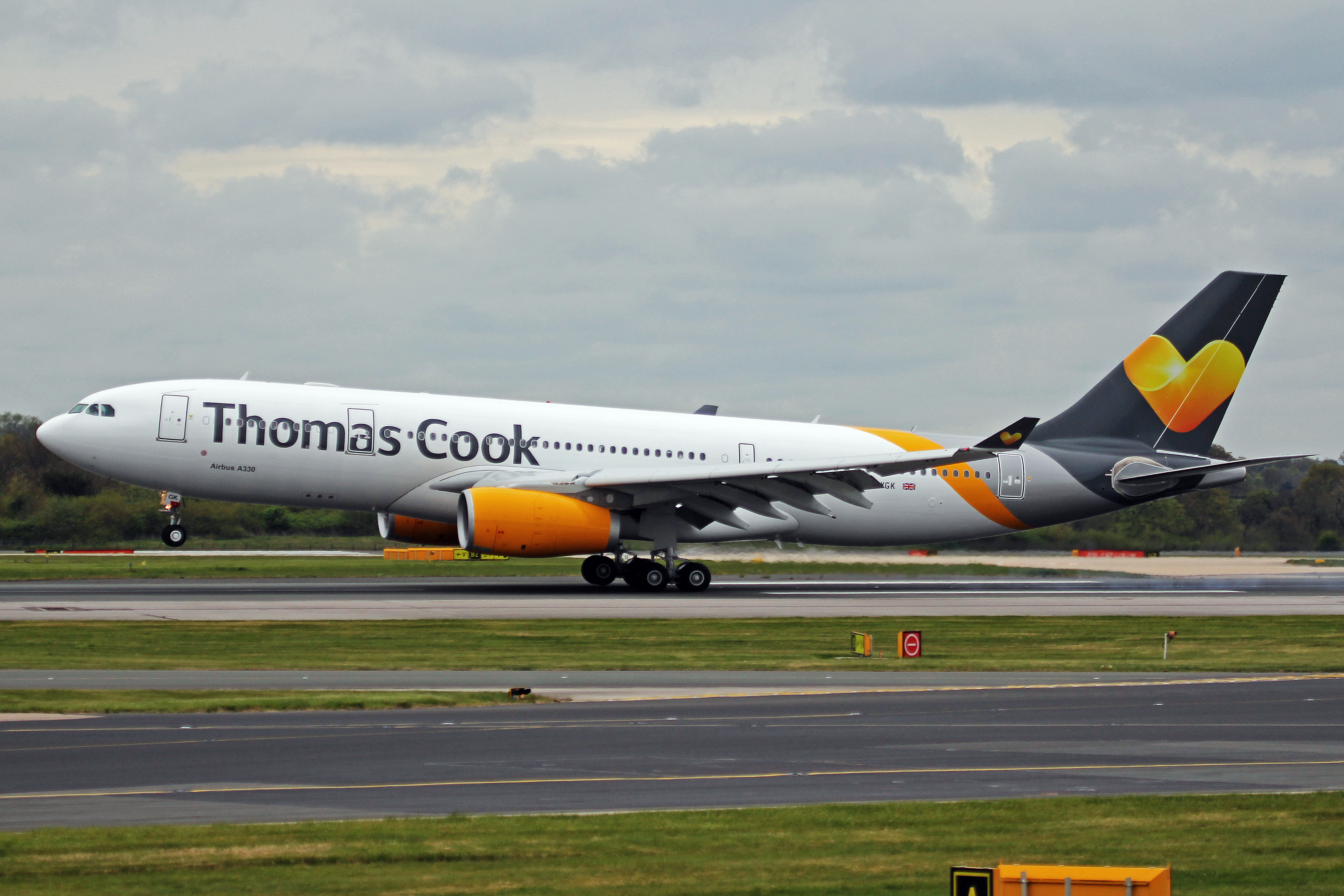
Airbus A330-200 der Thomas Cook Airlines

### Flotte bei Betriebseinstellung
Mit Stand September 2019 bestand die Flotte der Thomas Cook Airlines aus 46 Flugzeugen mit einem Durchschnittsalter von 11,5 Jahren:
| Flugzeugtyp     | Anzahl | bestellt | Anmerkungen                                              | Sitzplätze (Economy+/Economy)         |
| --------------- | ------ | -------- | -------------------------------------------------------- | ------------------------------------- |
| Airbus A320-200 | 3      |          | zwei geleast von Avion Express und einer von SmartLynx   | 180 (—/180)                           |
| Airbus A321-200 | 36     |          | 21 mit Sharklets ausgestattet; 34 geleast; einer inaktiv | 220 (—/220)                           |
| Airbus A330-200 | 7      |          | drei geleast von ACG und einer von ALC                   | 321 (—/321) 322 (49/273) 325 (49/276) |
| Gesamt          | 46     | –        |                                                          |                                       |

### Sonderbemalungen
| Flugzeugtyp     | Luftfahrzeugkennzeichen | Bemalung                     | Zeitraum                    | Bild |
| --------------- | ----------------------- | ---------------------------- | --------------------------- | ---- |
| Airbus A321-200 | G-TCDM                  | „I❤️MCR“                     | Mai 2017 bis November 2018  |      |
| Airbus A321-200 | G-TCDV                  | „I ❤ Cook's Club“            | ab April 2018               |      |
| Airbus A321-200 | G-TCDA                  | „Egypt, where it all begins“ | April 2012 bis Oktober 2018 |      |
| Boeing 757-200  | G-TCBB G-TCBC           | „Egypt, where it all begins“ | ab Januar 2011              |      |

### Ehemalige Flugzeugtypen
- Boeing 757-200
- Boeing 757-300
- Boeing 767-300

## Auszeichnungen
- Best Airline Website – UK Travelmole Web Awards 2015[9]
- Europe’s Leading Charter Airline 2015 – World Travel Awards[10]
- World’s Leading Charter Airline 2015 – World Travel Awards[11]